# Colletes hirtibasis
Colletes hirtibasis là một loài Hymenoptera trong họ Colletidae. Loài này được Cockerell mô tả khoa học năm 1936.